# Митенар
Митенар (њем. Mittenaar) општина је у њемачкој савезној држави Хесен. Једно је од 23 општинска средишта округа Лан-Дил. Према процјени из 2010. у општини је живјело 4.962 становника. Посједује регионалну шифру (AGS) 6532017.

## Географски и демографски подаци
Митенар се налази у савезној држави Хесен у округу Лан-Дил. Општина се налази на надморској висини од 342 метра. Површина општине износи 35,2 km². У самом мјесту је, према процјени из 2010. године, живјело 4.962 становника. Просјечна густина становништва износи 141 становника/km².